# Tome à Flavien

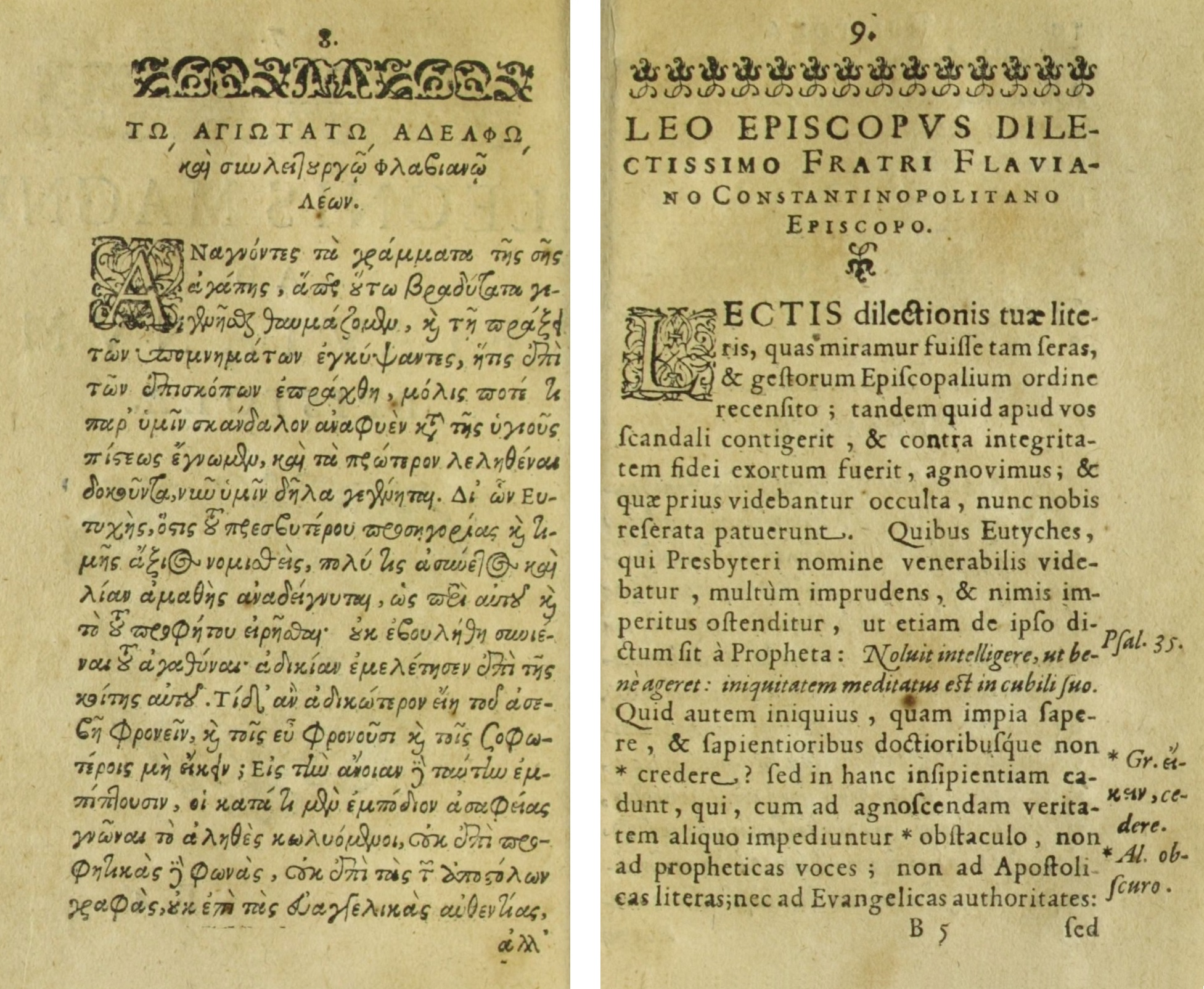
Le Tome à Flavien, en grec et en latin.

Le Tome à Flavien (Tomus ad Flavianum en latin), parfois intitulé Epistola Leonis Magni ad Flavianum, est une lettre dogmatique adressée en 449 par l'évêque de Rome Léon le Grand à Flavien, patriarche de Constantinople. Son contenu a servi de base, deux ans plus tard, aux travaux du concile de Chalcédoine.

## Présentation
En 448, l'archimandrite Eutychès est condamné par le patriarche Flavien de Constantinople pour ses thèses monophysites, jugées hérétiques. Eutychès, qui a l'appui de l'empereur Théodose II, fait appel de cette décision auprès de l'empereur mais aussi auprès de Rome, ce qui affaiblit l'autorité de Flavien. En 449 a lieu un procès en révision de la condamnation d'Eutychès.

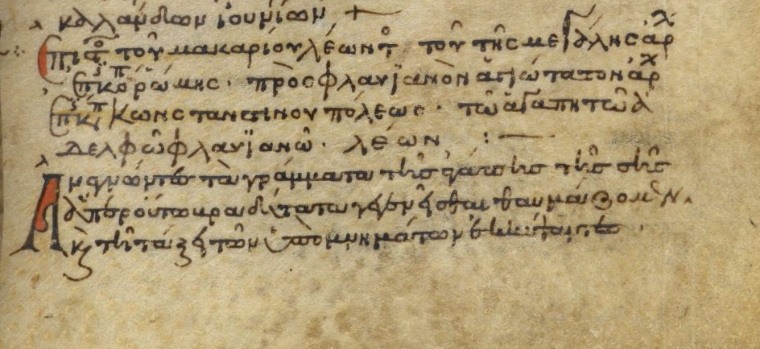
Exemplaire du Tome à Flavien conservé à la British Library.

Le pape Léon le Grand adresse alors à Flavien, au mois de juin 449, une lettre connue sous le nom de Tome à Flavien. Il y prend parti pour lui et redéfinit les points de doctrine qui l'opposent à Eutychès. Léon le Grand soutient le dyophysisme défendu par Flavien : le Christ est une seule personne qui réunit deux natures, l'une divine et l'autre humaine, l'une et l'autre parfaites et distinctes. Il développe notamment le principe de l'incarnation, celui de l'union hypostatique et celui de la communicatio idiomatum, ou interaction des caractéristiques.
Ces éléments fondamentaux de la christologie sont rappelés deux ans plus tard, au concile de Chalcédoine (451), et résumés dans le symbole de Chalcédoine. Cette doctrine reste encore aujourd'hui celle des trois principales confessions chrétiennes : les orthodoxes, les catholiques et les protestants.